# Atwood (Tennessee)
Atwood – miasto w Stanach Zjednoczonych, w stanie Tennessee, w hrabstwie Carroll.